# James Stewart
James Maitland "Jimmy" Stewart, född 20 maj 1908 i Indiana i Pennsylvania, död 2 juli 1997 i Los Angeles i Kalifornien, var en amerikansk skådespelare. Under andra världskriget var han även pilot i flygvapnet.
"Jimmy" Stewart var mycket uppskattad för sitt sätt att personifiera den helt vanlige grabben, som möter motgångar men alltid försöker att på bästa sätt lösa problemen – ett framställningssätt som i mycket speglade hans egen personlighet.
Före USA:s inträde i andra världskrigets stridshandlingar medverkade Stewart i En skön historia, där han fick en Oscar för sin rollprestation. I filmen gjorde han en av de framträdande rollerna tillsammans med Katharine Hepburn och Cary Grant. Han hade tidigare varit nominerad för sin roll som den idealistiska Mr Smith i Mr. Smith i Washington.
Under andra världskriget tjänstgjorde Stewart inom amerikanska flygvapnet och dess bombkommando. För sina insatser blev han befordrad så att han vid krigets slut var överste, och han var en av de mest dekorerade flygarna. Han placerades i flygvapnets reserv och utnämndes 1959 till brigadgeneral och pensionerades 1968.
James Stewart medverkade i mer än 100 filmer och TV-produktioner och jobbade med en mängd olika regissörer under sin karriär, i en mängd olika genrer. De regissörer som kom att göra ett djupt avtryck var bland andra Frank Capra som han gjorde idealistiska och godhjärtade filmer med (bland andra Mr Smith i Washington och Livet är underbart), Alfred Hitchcock där det (givetvis) rörde sig om thriller- och mysteriefilmer (bland andra Fönstret åt gården och Studie i brott) och Anthony Mann, som gjorde fem välkända western-filmer med Stewart, däribland Winchester '73 och Den nakna sporren.
Stewart blev under sin karriär nominerad till fem Oscars, varav han erhöll en år 1940, han mottog även en Heders-Oscar 1985. År 1999 rankade American Film Institute Stewart som den tredje största manliga stjärnan från Hollywoods klassiska era.

## Biografi

### Uppväxt och början av karriären
James Maitland Stewart föddes 20 maj 1908 i Indiana, Pennsylvania, som son till Elizabeth Ruth (född Johnson) och Alexander Maitland Stewart. Då hans far ägde en järnaffär som i tre generationer funnits i släktens ägo förväntades han ta över denna. Den unge Stewart blev först väldigt begeistrad av flygning, men övergav pilotdrömmarna för att gå på Princeton 1928. Stewart studerade arkitektur och skulle bli doktorand, men han blev snart intresserad av skolans drama- och musikklubbar.
Hans begåvning gjorde att han bjöds in till University Players, ett teatersällskap vars medlemmar kom från diverse Ivy League-skolor. Efter att ha medverkat i deras sommarframträdanden 1932 flyttade han till New York, där han delade en lägenhet med skådespelaren Henry Fonda och pjäsförfattaren och regissören Joshua Logan. I november 1932 medverkade han i sin första stora teateruppsättning, dock i en mindre roll som bara hade två repliker. Pjäsen blev en måttlig succé och Stewart fortsatte i större roller.

### Före andra världskriget
Tack vare sin teaterkarriär blev Stewart uppmärksammad av MGM och började sin karriär inom film med att spela mindre biroller och huvudroller i relativt okända filmer såsom Hans fru och hans sekreterare (1936) och Storstaden lockar (1936). Hans riktiga genombrott kom med Komedien om oss människor (1938). Filmen regisserades av Frank Capra som Stewart kom att ha ett väldigt fruktbart samarbete med.
Hans nästa film med Capra var Mr Smith i Washington (1939). Filmen, om en idealistisk ung man som kastas in i Washingtons politiska värld, blev en succé och Stewart fick en Oscarsnominering.
Tillsammans med Margaret Sullavan gjorde Stewart under 1940 två välkända filmer. Först ut var Den lilla butiken, en romantisk komedi om två personer som förälskar sig som brevvänner utan att veta vem den andra är, eller att denna jobbar i samma butik. Då kriget i Europa var av brinnande intresse gjorde Stewart också Flykt undan våldet, där han tillsammans med Sullavan spelar ett par fast i ett Tyskland där nazisterna tar makten.

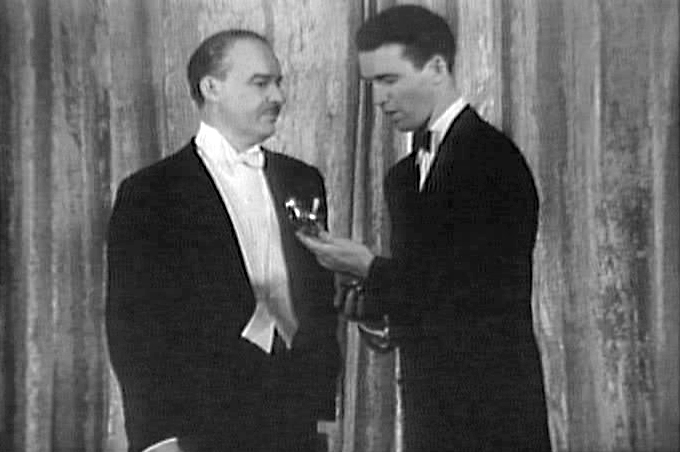
James Stewart tar emot sin Oscar för En skön historia

Under 1940 gjorde också Stewart den enda filmen han faktiskt vann en Oscar för (han hade genom sin karriär totalt fem nomineringar, varav en vinst), En skön historia. I denna screwballkomedi spelade Stewart mot Cary Grant och Katharine Hepburn.

### Krigstiden och armékarriär

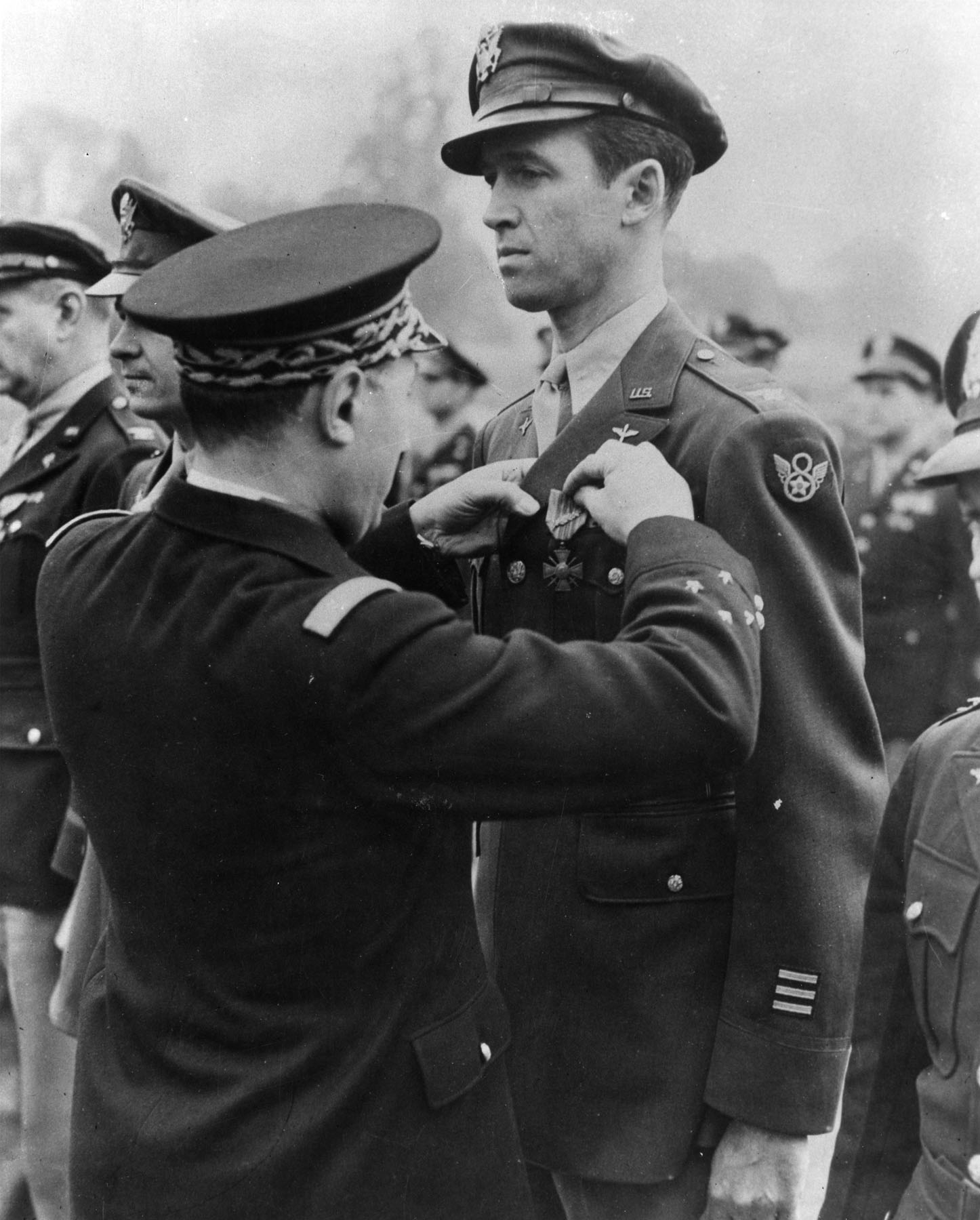
James Stewart mottar medalj.

Stewart försökte bli inkallad till US Army Air Corps redan 1940, men på grund av för låg vikt valde de att inte ta in honom. Han lyckades till slut övertyga dem och mönstrade i mars 1941. Under sin tidigare karriär medverkade han i en rad utbildnings- och träningsfilmer. Till slut lyckades han övertyga sina överordnade att han borde få en frontposition och han förflyttades till en bombplansgrupp. För sina insatser befordrades han och vann ett antal utmärkelser.
Stewart fortsatte sin karriär inom flygvapnet även efter att kriget tagit slut. När han väl drog sig tillbaka efter 27 års tjänst hade han graden brigadgeneral (den lägsta typen av general i det amerikanska flygvapnet). Han var genom hela sin karriär en stark förespråkare av armén i allmänhet och flygvapnet i synnerhet.

### Efterkrigstiden
Efter krigsslutet återvände Stewart till Hollywood. Han återupptog samarbetet med Frank Capra för en tredje och sista gång för att skapa Livet är underbart. I denna värmande dramafilm spelar Stewart George Bailey, en man vars liv ser så mörkt ut att han överväger självmord på själva julafton. Med hjälp av en ängel upptäcker han hur hemskt livet hade varit utan honom och han återfår sin livsgnista. Filmen blev nominerad till fem Oscar, däribland Stewarts tredje, men fick ett svalare mottagande hos allmänheten. Tack vare att filmens upphovsrätt inte förnyades 1974 (och den därmed blev gratis för vem som helst att visa) blev den en klassiker på amerikansk tv i jultider.
År 1947 vände Stewart åter till teatern, nu för att spela Elwood P. Dowd i pjäsen Min vän Harvey. Detta blev en roll han fortsatte att återvända till under sin karriär. För filmatiseringen av pjäsen, Min vän Harvey (1950), fick Stewart sin fjärde Oscarsnominering.
År 1949 gifte han sig med den förra modellen Gloria Hatrick McLean. Stewart adopterade hennes två söner Michael och Ronald och tillsammans fick de 1951 tvillingdöttrarna Judy och Kelly. Ronald dödades i Vietnamkriget 1969 och Gloria dog 1994.
Efter att främst ha deltagit i mer lättsamma drama- och komedifilmer började Stewart nu ta på sig mer allvarliga roller. Bland de första var rollen som en före detta soldat som försöker få till en fred mellan indianer och vita i 1950 års Den brutna pilen, en av hans första i en lång rad av westernfilmer.

### Samarbeten
Den man som främst kom att definiera James Stewarts western-filmer var Anthony Mann. Deras första westernfilm tillsammans (av totalt fem) var Winchester '73 (1950), en film där tittaren får följa ett dyrt gevärs olika ägare. Därefter följde Landet bortom bergen (1952), där Stewart spelar en man med ett mörkt förflutet som nu försöker leda en grupp nybyggare till deras nya hem. I Den nakna sporren (1953) spelar han en prisjägare på jakt efter en man och en belöning för att bygga upp sitt hem. Filmen var en succé hos allmänheten och är betraktad som en klassiker. Stewart fortsatte att spela plågade och hämndsökande cowboys i Farornas land (1954) och Mannen från Laramie (1955).
Även tillsammans med den amerikanska regissören John Ford hade Stewart ett längre samarbete inom western-film. Tillsammans med John Wayne tog Stewart huvudrollen i Mannen som sköt Liberty Valance (1964), där Stewart spelar en godhjärtad man som tvingas skjuta den hemske Liberty Valance (spelad av Lee Marvin). Stewart deltog också i Fords mastodontfilmer Så vanns vilda västern (1962) och Indianerna (1964).
Alfred Hitchcock och Stewart hade redan 1948 samarbetat i thrillern Repet och kom att samarbeta tre gånger till under 1950-talet. Den andra filmen de gjorde tillsammans var Fönstret åt gården. Här spelar Stewart en fotograf som på grund av en olycka tvingas sitta i rullstol och ha tråkigt under dagarna. Snart märker han dock att något mystiskt händer hos grannarna på andra sidan gården. Mannen som visste för mycket (1956) var en ny version av Hitchcocks egen film från 1934. Den avslutande filmen i samarbetet var Studie i brott (1958), som numera anses som en klassiker.

### 1960- och 1970-talen
För rollen som en advokat som försvarar en mordåtalad i Analys av ett mord (1959) fick Stewart sin femte och sista Oscarsnomering. Stewart tog under slutet av sin karriär återigen fler roller i lättsammare filmer, bland andra Herr Hobbs tar semester (1962), Kära Brigitte (1965) (mot Brigitte Bardot) och Duellen i Cheyenne (1970). Han spelade också rollen som pilot (något han väl kände till) i Flykten från öknen (1965). Westernfilmen hade inte heller helt lagts på hyllan, men de filmer han medverkade i var klart mer familjeorienterade än de filmer han gjort tidigare, tillsammans med Mann. Exempel här är, förutom de filmer han gjorde tillsammans med John Ford som nämns ovan, bland andra 7 tappra män (1965), om en familj under amerikanska inbördeskriget och Rancho River (1966).
Allt eftersom hans filmkarriär led mot sitt slut tog Stewart roller i tv-serier, bland annat The Jimmy Stewart Show, där han spelade en professor, och advokatserien Kalla mig Billy Jim, men ingen av dem blev några större succéer. Han medverkade även som gäst i Johnny Carsons The Tonight Show där han ofta delade med sig av sina egna dikter. Dessa kom senare att publiceras i en mindre bok, Jimmy Stewart and His Poems (1989).

### 1980- och 1990-talen
Stewart medverkade i ett flertal TV-filmer i början av 1980-talet, men gick sedan i pension. Hans sista roll kom att bli i den animerade Resan till Amerika – Fievel i vilda västern (1991) där han gav sin röst till en av karaktärerna.
James Stewart dog av en lungemboli den 2 juli 1997, 89 år gammal, och är begravd på Forest Lawn Memorial Park Cemetery i Glendale, Kalifornien.

## Filmografi i urval
- 1935 – Med berått mod
- 1936 – Rose-Marie
- 1936 – Hans fru och hans sekreterare
- 1936 – Storstaden lockar
- 1936 – Speed
- 1936 – Mitt liv är en dans
- 1936 – Efter den gäckande skuggan
- 1938 – Hans hemliga fru
- 1938 – En fallen ängel
- 1938 – Komedien om oss människor
- 1939 – Som skapta för varann
- 1939 – Ice Follies
- 1939 – Mr. Smith i Washington
- 1939 – Ingen ängel
- 1940 – Den lilla butiken
- 1940 – Flykt undan våldet
- 1940 – Min man har en väninna
- 1940 – En skön historia
- 1941 – Ziegfeldflickan
- 1946 – Livet är underbart
- 1947 – Handen på hjärtat
- 1948 – Ring Northside 777
- 1948 – Kom och blås!
- 1948 – Repet
- 1948 – Upp genom luften
- 1949 – Säg ja till livet
- 1949 – Hemligt uppdrag i Malaya
- 1950 – Winchester '73
- 1950 – Den brutna pilen
- 1950 – Min vän Harvey
- 1951 – Utan återvändo
- 1952 – Världens största show
- 1952 – Landet bortom bergen
- 1952 – Dömd utan bevis
- 1953 – Den nakna sporren
- 1953 – Bragdernas man
- 1953 – Moonlight serenade
- 1954 – Fönstret åt gården
- 1954 – Farornas land
- 1955 – Rymden är mitt liv
- 1955 – Mannen från Laramie
- 1956 – Mannen som visste för mycket
- 1957 – Spirit of St. Louis
- 1957 – Duell bland bergen
- 1958 – Studie i brott
- 1958 – Hokus pokus
- 1959 – Analys av ett mord
- 1960 – Explosivt uppdrag
- 1961 – Två red tillsammans
- 1962 – Mannen som sköt Liberty Valance
- 1962 – Herr Hobbs tar semester
- 1962 – Så vanns vilda västern
- 1963 – Hans vilda dotter
- 1964 – Indianerna
- 1965 – Kära Brigitte
- 1965 – 7 tappra män
- 1965 – Flykten från öknen
- 1966 – Rancho River
- 1968 – Duellen i Firecreek
- 1968 – Bandolero!
- 1970 – Duellen i Cheyenne
- 1971 – Pengar eller livet
- 1976 – Den siste gunfightern
- 1977 – Haveriplats: Bermudatriangeln
- 1978 – The Big Sleep
- 1986 – Nord och Syd II (TV-serie)
- 1991 – Resan till Amerika – Fievel i vilda västern (röst)

## Utmärkelser i urval

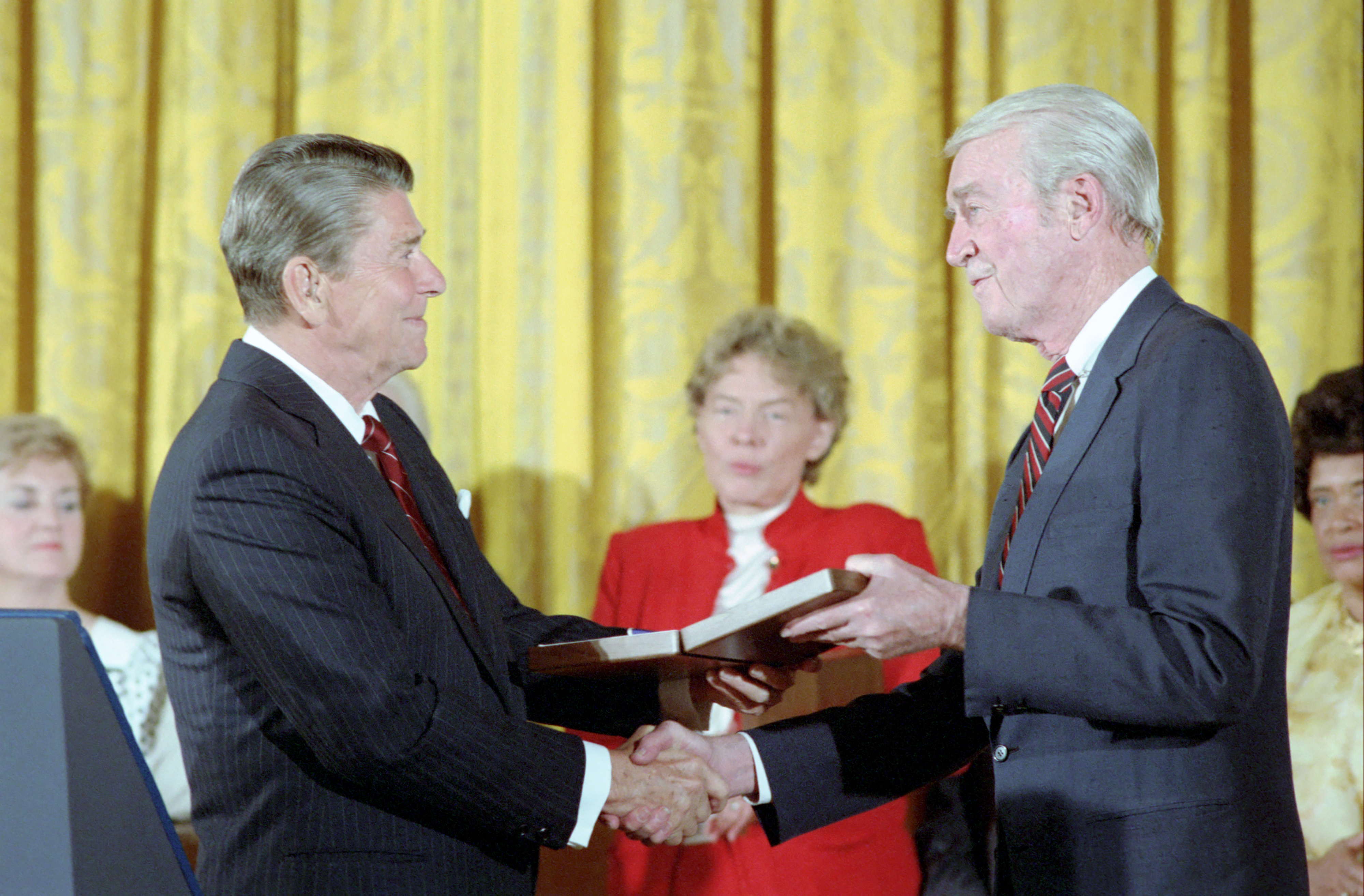
James Stewart tilldelades Frihetsmedaljen av USA:s president Ronald Reagan i Vita huset, 23 maj 1985.

Årtalet inom parentes är när priset delades ut
- Oscar - vann för bästa manliga huvudroll En skön historia (1941)
- Oscar - nominering för bästa manliga huvudroll i Mr. Smith i Washington (1940)
- Oscar - nominering för bästa manliga huvudroll i Livet är underbart (1947)
- Oscar - nominering för bästa manliga huvudroll i Min vän Harvey (1951)
- Oscar - nominering för bästa manliga huvudroll i Analys av ett mord (1960)
- Oscar - hedersoscar för femtio år av minnesvärda insatser (1985)
- BAFTA - nominering för bästa utländska manliga skådespelare i Moonlight serenade (1955)
- BAFTA - nominering för bästa utländska manliga skådespelare i Analys av ett mord (1960)
- Golden Globes - nominering för bästa manliga huvudroll i en film (drama) - Min vän Harvey (1951)
- Golden Globes - vann för bästa manliga huvudrollsinnehavare i en TV-serie (drama) Kalla mig Billy Jim (1975)
- Golden Globes - Cecil B. DeMille-priset för sin karriär (1965)
- En stjärna på Hollywood Walk of Fame
- Invald till Western Performers Hall of Fame (1972)

## Referenser

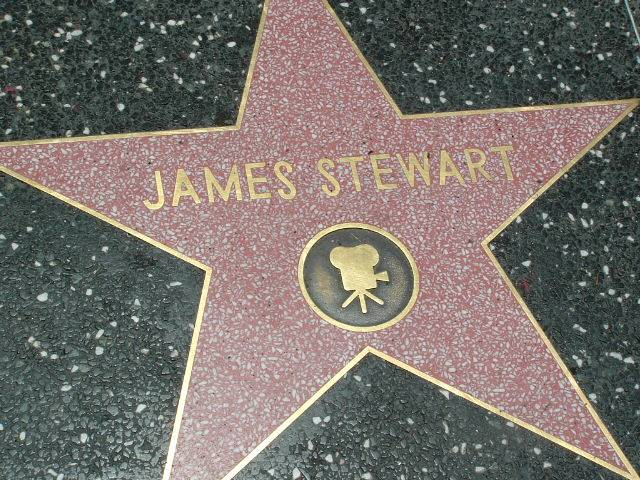
James Stewarts stjärna på Hollywood Walk of Fame.